# Cristais Paulista
Cristais Paulista est une municipalité brésilienne de l'État de São Paulo et la Microrégion de Franca.

## Démographie
| Évolution de la population (municipalité) | Évolution de la population (municipalité) | Évolution de la population (municipalité) | Évolution de la population (municipalité) |
| Année                                     | Population                                |                                           | %±                                        |
| ----------------------------------------- | ----------------------------------------- | ----------------------------------------- | ----------------------------------------- |
| 1960                                      | 6 672                                     |                                           | —                                         |
| 1970                                      | 4 974                                     |                                           | −25,4%                                    |
| 1980                                      | 4 903                                     |                                           | −1,4%                                     |
| 1991                                      | 5 649                                     |                                           | 15,2%                                     |
| 2000                                      | 6 579                                     |                                           | 16,5%                                     |
| 2010                                      | 7 588                                     |                                           | 15,3%                                     |
| 2022                                      | 9 272                                     |                                           | 22,2%                                     |
| ,                                         |                                           |                                           |                                           |